# Фердинанд
Фердина́нд (нім. Ferdinand, лат. Ferdinandus) — германське чоловіче особове ім'я. Походить від готського імені Фердинант (гот. Ferdinanths, Frithunanths, «Бранимир»). Особливо поширене в країнах і регіонах, які були заселені готами. Фернан, Фернандо, Ернандо і Ернан в Іспанії; Ферран в Каталонії; Фернанду і Фернана в Португалії. Також —  Ферна́нд (лат. Fernandus).

## Особи
- Фердинанд I
- Фердинанд II
- Фердинанд III
- Фердинанд IV

### Імператори
- Фердинанд I — імператор Священної Римської імперії.
- Фердинанд I (імператор Австрії) — імператор Австрії.

### Царі Болгарії
- Фердинанд I Кобург — болгарський цар.

### Королі Іспанії
- Фердинанд I — кастильський король (1037—1065).
- Фердинанд II — кастильський король (1157—1188).
- Фердинанд III — кастильський король (1217—1252).
- Фердинанд IV — кастильський король (1295—1312).
- Фернандо V — кастильський король (1474—1504).
- Фердинанд VI — іспанський король (1746—1759).
- Фердинанд VII — іспанський король (1808—1833).

### Королі Португалії
- Фердинанд I — король Португалії (1367—1383).
- Фердинанд II — король Португалії (1837—1853).

### Королі Румунії
- Фердинанд I (король Румунії) — король Румунії.

### Королі Сицилії
- Фердинанд I — король Обох Сицилій.

## САУ
- Фердинанд — німецький важкий винищувач танків періоду Другої світової війни.